# カルロ・ベルゴンツィ
カルロ・ベルゴンツィ（Carlo Bergonzi, 1924年7月13日 - 2014年7月25日）は、イタリアのテノール歌手。その美声を売り物として、特にヴェルディ作品の演奏を多く手がけたテノール歌手である。
ポレージネ・パルメンセ生まれ。アリゴ・ボーイト音楽院（パルマ）を卒業し、1948年バリトン歌手としてオペラでの活動を開始。しかし声の変化に気づき、改めて研鑚を積んで51年、パリでアンドレア・シェニエ（ジョルダーノ作曲、タイトル・ロール）を歌いテノールとして再デビューに成功。評判を高めて53年ミラノ・スカラ座、56年にはアメリカ・メトロポリタン歌劇場にそれぞれデビューを果たし、スターの地位を確立した。
同世代のフランコ・コレッリ（スピント系の力感ある歌唱で知られたテノール）と共にイタリア・オペラ人気を支えるスターとして、公演、録音で国際的に活躍。役柄への理解、自己管理等によって上演成功率の高さでも知られ、長く声の艶を保ち、21世紀に至ってもコンサート活動を続けた。
1967年のNHKイタリア歌劇団以来度々来日し、エドガルド（ドニゼッティ作曲『ランメルモールのルチア』）、リッカルド（ヴェルディ作曲『仮面舞踏会』）やラダメス（ヴェルディ作曲『アイーダ』）等得意の役柄を歌い、2001年にも来日してリサイタルを開催、80歳近くとは思えぬ喉を披露した。
リッカルド、ドン・カルロ（タイトル・ロール）、ドン・アルヴァーロ（『運命の力』）、マンリーコ（『イル・トロヴァトーレ』）、ラダメス、アルフレード（『ラ・トラヴィアータ』）、マクダフ（『マクベス』）等、主にヴェルディ作曲の諸役で高い評価を得た。
ヴェルディ作品以外では、カヴァラドッシ（『トスカ』）、ロドルフォ（『ラ・ボエーム』）等のプッチーニ作品、マウリツィオ（チレア作曲『アドリアーナ・ルクヴルール』）、カニオ（レオンカヴァッロ作曲『道化師』）等の、いわゆる「ヴェリズモ・オペラ」も歌った。
2000年5月にはニューヨーク、カーネギー・ホールにて、コンサート形式のヴェルディ『オテロ』タイトル・ロールに75歳という高齢で初挑戦し注目されたが、これは最後まで歌いきることができなかった。
2014年7月25日、ミラノにて死去。